# Actinote zikani
Actinote zikani é uma espécie de insectos lepidópteros endêmicos do Brasil, pertencentes à família Nymphalidae, a subfamília Heliconiinae e o gênero Actinote. A espécie foi declarada como criticamente em perigo pelo Ministério do Meio Ambiente do Brasil e está na lista das 100 espécies mais ameaçadas publicada pela União Internacional para a Conservação da Natureza, em setembro de 2012.
Em setembro de 2012, durante o Congresso Mundial sobre Conservação, a União Internacional de Conservação da Natureza (IUCN) lançou o livro "Inestimável ou Inútil?" ('Priceless or Worthless?', no original) com informações sobre 100 das espécies mais ameaçadas do planeta. O livro é um alerta para uma perigosa tendência de conservação que deixa em último plano espécies incluídas na lista porque não fornecem aos humanos benefícios evidentes. O Brasil participa com 5 espécies e, dentre elas, a borboleta Actinote zikani. [carece de fontes?]
A A. zikani é uma espécie de borboleta pertencente à família Nymphalidae, subfamília Heliconiinae e gênero Actinote, endêmica do Brasil. Só pode ser encontrada em uma área pequena da Serra do Mar (Mata Atlântica), no Parque Natural Municipal Nascentes de Paranapiacaba em Paranapiacaba, no município de Santo André/SP, que é um dos únicos locais que lhe oferece proteção e sustento, já que sua planta de alimento larval é a trepadeira Mikania obsoleta, que tem área de distribuição e necessidades ecológicas similares às suas.
Graças ao avanço das pesquisas em Biologia da Conservação, as borboletas conquistaram um lugar de destaque como indicadores biológicos, sendo usadas em diagnósticos rápidos, estudos comparativos, relatórios de impacto ambiental e monitoramento: são sensíveis às mudanças ambientais, mesmo que muito sutis. Esta vantagem, porém, também é sua fraqueza, uma vez que são afetadas pela redução das matas ciliares e grandes alterações nas áreas de florestas de altitude, além de alterações na paisagem regional, severamente modificadas pelo histórico desmatamento e degradação dos habitats nacionais.
No Brasil, a espécie foi declarada como criticamente em perigo pelo Ministério do Meio Ambiente. Em trabalho que discute como as mudanças propostas no Código Florestal Brasileiro podem afetar as borboletas do Brasil, o professor e pesquisador da Unicamp, André Freitas, sugere a criação de reservas naturais para abrigar as espécies, já que, sem dúvidas, a maior ameaça às borboletas é a destruição do habitat natural com o desmatamento.